# Grad Arundel
Arundelski grad je obnovljen in predelan srednjeveški grad v kraju Arundel v Zahodnem Sussex v  Angliji. Ustanovil ga je Roger de Montgomery na božični dan leta 1068.  Viljem Osvajalec ga je imenoval za prvega grofa Arundela. Grad je bil poškodovan v angleški državljanski vojni in nato obnovljen v 18. in 19. stoletju. 
Od 11. stoletja so grad uporabljali kot dom in je bil več kot 400 let v lasti družine vojvod Norfolških. Bil je glavni sedež družine Norfolk. Zgradba je na seznamu uvrščena v I. razred. 

## Lega
Arundel je mesto v Južni Angliji v tradicionalni grofiji Zahodni Sussex. Spada v okrožje Arun. Mesto je slavno zaradi Arundelskega gradu, ki je med najbolje ohranjenimi gradovi iz srednjega veka. 
V vasi, ki ima okoli 3500 prebivalcev, je še enkratna kapela, ki je na sredini ločena z zidom. Sega v obdobje angleške državljanske vojne in je bila del mirovnega sporazuma med protestanti in katoliki. Skozi mesto teče reka Arun, v preteklosti imenovana Tarrant.

## Nastanek gradu
Prva struktura je bil grad mota z dvojnim podgradjem. Roger de Montgomery je bil razglašen za prvega grofa Arundela, ko mu je kralj podelil premoženje je bil del veliko večjega svežnja sto dvorcev. 
Roger, ki je bil Viljemov bratranec, je ostal v Normandiji, da bi vzdrževal mir, medtem ko je bil Viljem v Angliji. Za svojo zvestobo je bil nagrajen z obsežnimi zemljišči v valižanski marki in po vsej državi skupaj z eno petino Sussexa (Arundel Rape) (splošno velja, da je bil prvi grof  leta 1138 William d'Aubigny, kar je bilo potrjeno leta 1155).
Po smrti Rogerja de Montgomeryja je bil grad vrnjen kroni, ko je vladal Henrik I. Kralj je v svoji oporoki Arundelski grad in pripadajoče posesti zapustil drugi ženi Adelizi iz Louvaina. Leta 1138, tri leta po Henrikovi smrti, se je poročila z Williamom d'Albinijem II. (morda d'Aubigny, prvi grof družine d'Aubigny iz Saint-Martin-d'Aubignyja v Normandiji). William je bil odgovoren za oblikovanje kamnite lupine gradu mota, s čimer je povečal obrambo in status gradu.

## Spremembe gradu v srednjem veku
Arundelski grad in grofija sta bile z generacijami od leta 1138 le občasno in za kratek čas vrnjena kroni ali drugim plemičem. Od takrat ko je družina Aubigny dobila grad, so bile narejene spremembe in grad ponovno obnovljen, da bi izpolnjeval zahteve plemstva takratne dobe.
Leta 1139 je bila cesarica Matilda, hčerka kralja Henrika I., povabljena da ostane nekaj časa na gradu, ko je potovala na potrditev Štefana na angleškem prestolu. Za njeno namestitev in namestitev njenega spremstva so bili izdelani kamniti apartmaji, ki so ohranjeni vse do danes.
Leta 1176 je William d'Aubigny, 1. grof Arundela,  umrl in Arundelski grad je bil vrnjen kroni, ko je vladal Henrik II., ki je porabil veliko denarja za rekonstrukcijo zgradbe, predvsem za svoje potrebe. Ko je Henrik umrl, je grad ostal v lasti Riharda I., ki ga je daroval družinski liniji Aubigny pod Williamom III. grofom Sussexa. Zadnji v moški liniji je bil Hugh, ki je umrl mlad leta 1243. Ko se je njegova sestra Isabel poročila z Johnom FitzAlanom iz Cluna, sta bila grad in grofija dodeljena njemu. Družina FitzAlan je imela grad 
vse do leta 1580.
Po smrti sedmega grofa leta 1272 sta bila Arundelski grad in grofija prenesena na njegovega petletnega sina Richarda. Trinajst let pozneje je Edvard I. dodelil Richardu pravico, da ima na gradu dva sejma letno, dobil je tudi dovoljenje za pobiranje davkov. To mu je zagotovilo sredstva za prepotrebno obnovo gradu, ki je bil v tem času v slabem stanju.
Ko je imel dovolj sredstev, je FitzAlan dodal tudi stolp in ponovno zgradil vhod v bivalno-obrambni grad. Po Richardovi smrti je bil njegov sin Edmund usmrčen zaradi sodelovanja pri uporu proti Edvardu II. Arundel je bil nato prenesen na šestega sina Edvarda I., ki je bil tudi usmrčen. Grad in naslovi so bili preneseni nazaj na družino FitzAlan čez štiri leta.
Deseti grof, Richard, se je boril pri Crécyju z Edvardom III. in Črnim princem. FitzAlan je bil odgovoren za gradnjo FitzAlanove kapelice, zgrajene posthumno po njegovi volji.
Z 11. grofom Richardom je Rihard II. grdo ravnal. Na pogrebu kraljice Ane je bil grof pretepen zaradi poznega prihoda in ga je moral predčasno zapustiti. Rihard II. se je sčasoma naveličal njegovega izdajstva, grofa usmrtil in mu pred tem odvzel premoženje. Arundel je dal Johnu Hollandu, prvemu vojvodi Exetra, ko pa je postal kralj Henrik IV., je bil Arundel ponovno vrnjen družini FitzAlan. Naslednji grof, Thomas, se je poročil s hčerjo portugalskega kralja Janeza I. Par je bil prvi član družine FitzAlan, ki je bil pokopan v kapeli Richarda FitzAlana, desetega grofa.
Družina FitzAlan se je končala, ko se je Mary FitzAlan, hči 19. grofa, poročila s Thomasom Howardom, 4. vojvodo Norfolškim. Krona je zasegla Arundel po njegovi usmrtitvi zaradi zarote, povezane s škotsko kraljico Marijo I. leta 1572. Grad je bil nato vrnjen njegovim dedičem, naslednikom grofov Arundel.

## Obnova
Čeprav je naslednja stoletja grad ostal v rokah družine Howard, to ni bilo njihovo najljubše prebivališče. Različni vojvode Norfolški so vlagali svoj čas in energijo v izboljšanje drugih posestev, tudi Norfolško palačo v Londonu in Worksop.
Charles Howard, 11. vojvoda Norfolški, je bil znan po svojem restavratorskem delu in izboljšavah gradu v začetku leta 1787, ki so se nadaljevala vrsto let, saj je želel, da bi tam živel in zabaval svoje obiskovalce. Veliko njegovih izboljšav je bilo od tedaj popravljenih in predelanih, vendar je knjižnica v gradu še vedno taka, kot jo je načrtoval in zgradil.
Folly, zgradba, ki še vedno stoji na vzpetini nad jezerom Swanbourne, je nastala po naročilu  vojvode in jo je zgradil Francis Hiorne, dokazuje njegove sposobnosti kot arhitekta in graditelja. Tik pred smrtjo leta 1815 je imel na Arundelskem gradu veliko zabavo v počastitev 600. obletnice podpisa Magne karte.

## Kraljevi obisk 1846
Leta 1846 sta kraljica Viktorija in njen mož, princ Albert, za nekaj dni  obiskala Arundelski grad. Henry Charles Howard, 13. vojvoda Norfolški je za njen obisk preuredil grad. Nameraval je odstraniti nekaj delov 11. vojvode Norfolškega, saj je bilo več pritožb obiskovalcev v dneh, ko je bilo hladno, temno in neprijazno. Vojvoda je zasnoval popolnoma nov stanovanjski blok za novo kraljico in princa Alberta, naročil portret kraljice in okrasil stanovanje z najboljšim viktorijanskim pohištvom in umetnostjo.Prenovil je tudi spalnice. Vojvoda ni obžaloval stroškov, želel si je le, da bi bil kraljičin obisk prijeten, kar mu je tudi uspelo.
Kraljico so 1. decembra 1846 sprejeli vojvoda, Edward Howard Howard-Gibbon (župan Arundela) in drugi mestni dostojanstveniki, nato pa se je umaknila v svoje zasebne apartmaje v gradu. Ob obisku se je sprehodila po novo oblikovani posesti in obiskala območja v bližini, tudi Petworth House. Skoraj vsak del gradu je bil za obisk kraljice ponovno opremljen in čudovito okrašen, da bi izpolnil kraljevske zahteve. Ob koncu svojega obiska je v pismu vojvodi napisala, da je bil to zelo prijeten obisk v "lepem" gradu in pohvalila prijaznost ob sprejemu. Zbirka prostorov, v katerih je prebivala Viktorija, je zdaj del zasebnih apartmajev družine, a spalnice s pohištvom so na ogled. Med drugim se vidijo kraljičina postelja, knjiga gostov in podpis njenega soproga ter njeni toaletni prostori.

## Spremembe od leta 1850 do danes
Kmalu po letu 1846 in kraljičinem obisku je 14. vojvoda začel ponovno preurejati grad. Umrl je pred dokončanjem del, končal jih je 15. vojvoda leta 1900. Bivalno-obrambni grad (keep) je bil obnovljen pozneje, do takrat pa je bil še v izvirnem stanju in slikoviti kakovosti.
16. vojvoda je načrtoval, da bi grad po njegovi smrti leta 1975 prevzel National Trust, a je 17. vojvoda preklical načrt. Ustanovil je neodvisno dobrodelno družbo, da bi zagotovil prihodnost gradu in nadziral obnovitvena dela. 
Danes je  grad glavni sedež vojvod Norfolških, trenutno je v lasti 18. vojvode, dvornega ceremoniarja Anglije. Večina gradu in njegova obsežna posestva so odprta za javnost.

## Pomembni dogodki
- Poroka prihodnjega Henrika IV. in Mary de Bohun (1380),
- obisk kraljice Viktorije in princa Alberta (1846),
- vrtna razstava 14. maja 2008, ki jo je odprl princ Charles,
- 4. oktobra 1651 je poveljnik Morley, ki je zasegel grad v imenu parlamenta, na lovu skoraj ujel Karla II. in polkovnika Phillipsa, ki sta bila na begu. [6]
- BBC je leta 1988 v gradu posnel eno epizodo nadaljevanke Doctor Who. [7]